# 통합 자원 식별자

통합 자원 식별자(Uniform Resource Identifier, URI)는 인터넷에 있는 자원을 나타내는 유일한 주소이다. URI의 존재는 인터넷에서 요구되는 기본조건으로서 인터넷 프로토콜에 항상 붙어 다닌다.
URI의 하위개념으로 URL, URN 이 있다.

## 표현방법
일반 URI와 절대 URI 참조 문법은 RFC 2396에 처음 정의되었으며, 1998년 8월 출판되었으며, RFC 3986로 완성되어, 2005년 1월 출판되었다.
일반 URI는 다음과 같은 형태를 나타낸다:
```
 
scheme:
[
//
[
user
[
:password
]
@
]
host
[
:port
]][
/path
][?
query
][#
fragment
]
```

### 예
다음은 2개의 예시 URI와 구성 부분을 나타내고 있다. 
```
　　　　　　　　　　　　　　　　　　　　ｈｉｅｒａｒｃｈｉｃａｌ　ｐａｒｔ
　　　　　　　　┌───────────────────┴────────────────────┐
　　　　　　　　　　　　　　　　　　　　ａｕｔｈｏｒｉｔｙ　　　　　　　　　　ｐａｔｈ
　　　　　　　　┌───────────────┴──────────────┐┌───┴────┐
　　ａｂｃ：／／ｕｓｅｒｎａｍｅ：ｐａｓｓｗｏｒｄ＠ｅｘａｍｐｌｅ．ｃｏｍ：１２３／ｐａｔｈ／ｄａｔａ？ｋｅｙ＝ｖａｌｕｅ＃ｆｒａｇｉｄ１
　　└┬┘　　　└───────┬───────┘└────┬─────┘└─┬┘　　　　　　　　└───┬────┘└───┬──┘
ｓｃｈｅｍｅ　　ｕｓｅｒ　ｉｎｆｏｒｍａｔｉｏｎ　　　　ｈｏｓｔ　　　  ｐｏｒｔ　　　　　　　　  ｑｕｅｒｙ　　　ｆｒａｇｍｅｎｔ
```

```
　　ｕｒｎ：ｅｘａｍｐｌｅ：ｍａｍｍａｌ：ｍｏｎｏｔｒｅｍｅ：ｅｃｈｉｄｎａ
　　└┬┘　└──────────────┬───────────────┘
ｓｃｈｅｍｅ　　　　　　　　　　　　　　ｐａｔｈ
```

## 역사
URI와 URL은 역사를 함께 공유한다. 1994년 팀 버너스 리가 하이퍼텍스트를 제안하면서 하이퍼링크의 대상이 되는 자원을 대표하는 짧은 문자열로 URL의 개념을 암묵적으로 도입하였다. 당시 사람들은 이를 "하이퍼텍스트 이름" 또는 "문서 이름"으로 불렀다.

## 같이 보기
- 웹사이트
- URL
- IRI